# Helius pallidipes
Helius pallidipes är en tvåvingeart som beskrevs av Alexander 1926. Helius pallidipes ingår i släktet Helius och familjen småharkrankar. Inga underarter finns listade i Catalogue of Life.